# Lipotaxia
Lipotaxia is een geslacht van vlinders van de familie spanners (Geometridae), uit de onderfamilie Sterrhinae.

## Soorten
- L. irregularis Prout, 1920
- L. perpulverosa Prout, 1920
- L. rotundata Schaus, 1901
- L. rubicunda Warren, 1905
- L. segmentata Warren, 1907
- L. subvestita Prout, 1918